# Orlando Pantera
Orlando Monteiro Barreto (São Lourenço dos Órgãos, 1 de novembro de 1967 - Praia, 1 de março de 2001), mais conhecido como Orlando Pantera, foi um músico, cantor e compositor cabo-verdiano.
Três dos seus temas foram gravados no álbum "Porton d'nôs Ilha" do grupo "Os Tubarões. Ainda no início dos anos 1990 fez parte de diversos grupos musicais como os Pentágono, Quinteto Capeverdeans Jazz Band e Arkor. Foi autor de uma série de composições que lhe valeram a nomeação como Compositor do Ano em 1993.
Com João Lucas foi autor da banda sonora do espectáculo "Dan Dau" da companhia portuguesa de Clara Andermatt com quem também colaborou em 1998 em "Uma História da Dúvida". Também escreveu músicas para alguns trabalhos da companhia de dança cabo-verdiana Raiz di Polon.
Em 2000 venceu o Prémio de "Revelação" no Festival Sete Sóis Sete Luas, na ilha de Santo Antão.
Morreu aos 33 anos, em 1 de março de 2001, vítima de uma pancreatite aguda. Preparava-se para gravar seu primeiro CD "Lapidu na bô".
Vadú, Tcheca, Princezito, e Mayra Andrade são alguns dos artistas que integram o grupo da "geração Pantera". "Tunuka" (escrito para Ildo Lobo), "Lapidu na bô", "Na Ri Na", "Dispidida", Vasulina" e "Regasu (Seiva)" são alguns dos seus temas mais conhecidos que foram recuperados por nomes como Lura, Mayra Andrade, Voginha e Leonel Almeida.